# The Little Ramblers
The Little Ramblers waren een Amerikaanse jazzband uit de jaren 1920.

## Bezetting
- Bill Moore (trompet)
- Red Nichols (trompet)
- Roy Johnston (trompet)
- Chelsea Quealey (trompet)
- Tommy Dorsey (trombone)
- Herb Winfield (trombone)
- Abe Kincoln (trombone)
- Jimmy Dorsey (saxofoon, klarinet)
- Bobby Davis (saxofoon, klarinet)
- Adrian Rollini (bas, saxofoon)
- Irving Brodsky (piano)
- Tommy Felline (banjo)
- Stan King (drums, zang)
- Billy Jones (zang)
- Ed Kirkeby (zang)

## Geschiedenis
The Little Ramblers was een studioband, die in kwintet- tot octetformaties opnam. Het werd gevormd uit leden van de verwante en grotere formatie The California Ramblers en werd af en toe live uitgevoerd. Halverwege de jaren 1920 speelden beroemde musici zoals Red Nichols en de broers Jimmy en Tommy Dorsey erin. De kern van The Little Rambers was de ritmesectie met drummer Stan King, pianist Irving Brodsky, banjospeler Tommy Felline en pionier van de bas-saxofoon Adrian Rollini. De belangrijkste solisten waren trompettist Chelsea Quealey, klarinettist/saxofonist Bobby Davis en Rollini. De eerste sessie was On Deep Blue Sea, gecomponeerd door blueszangeres Clara Smith, I'm Satisfied Beside That Sweetie Of Mine en These Panama Mamas met scatzang van Stan King. Een andere bekend nummer van The Little Ramblers was In Your Green Hat.
Net als de California Ramblers liet Ed Kirkeby The Little Ramblers onder pseudoniemen opnemen voor andere labels. Met de bandnamen The Goofus Five, The Five Birmingham Babies, The University Six en Varsity Eight namen The Little Ramblers extra platen op met af en toe personeelswisselingen. In 1926 speelden The Little Ramblers als liveband in de Ramblers Inn onder leiding van Rollini's opvolger Spencer W. Clark (1908-1998) met Carl Kress en Lennie Hayton. De band, die ook Afro-Amerikaanse muzikanten omvatte, zoals Red Nichols, Ward Pinkett en Danny Barker, werd in 1935 opnieuw geactiveerd door Adrian Rollini en nam dat jaar en het volgende jaar nog eens 20 nummers op voor Victor's Bluebird Records.

## Discografie
- The Little Ramblers 1924-1927 (Timeless Records)